# Кишкова паличка

Низькотемпературний електронний мікрознімок кластера бактерії E. coli, збільшеного у 10 000 разів. Кожна індивідуальна бактерія — паличка на знімці.

Кишкова́ паличка (Escherichia coli, звичайно скорочується до E. coli, від лат. coli — «кишкова») — відкрита німецьким педіатром і мікробіологом Теодором Ешеріхом (нім. Theodor Escherich) — один з головних видів бактерій, які живуть у нижніх відділах кишки ссавців, загалом відомих як флора кишки. Деякі зразки також були знайдені на краю гарячих джерел. Кілька сотень патогенних різновидів бактерій E. coli можуть спричинити хворобу ешерихіоз у людей. Присутність цих видів на поверхні водойм — загальний індикатор забруднення води фекаліями. Назва родини, до якої належить E. coli (Enterobacteriaceae), посилається на кишку і часто також на фекалії. E. coli — найпоширеніша бактерія в лабораторних дослідженнях і зазвичай використовується як модельний організм для вивчення всіх бактерій взагалі.
Число індивідуальних бактерій E. coli в фекаліях, що одна людина виділяє за день, може бути від 100 млрд до 10 трлн. Всі різні види фекальних (coli) бактерій, і всі пов'язані з ними бактерії, що живуть у ґрунті та  гниючих рослинах, наприклад, Aerogenes enterobacter, групуються разом під назвою колідоподібних (coliform). Усі представники колідоподібних бактерій аеробні або факультативно анаеробні, не формуючі спор, грам-негативні, паличкоподібні бактерії, що ферментують лактозу з виділенням газу в межах 48 годин при температурі 35 °C. В організмі цей газ створює метеоризм. Клітини E. coli паличкоподібні, 1-2 µм завдовжки та 0.1-0.5 µм в діаметрі.
Як більшість грам-негативних бактерій, E. coli не в змозі формувати спори. Тому, обробка, яка вбиває всі активні бактерії, наприклад пастеризація або кип'ятіння, ефективні для знищення цих бактерій, без необхідності суворіших методів стерилізації, які застосовують аби вбити спори. Внаслідок адаптації до кишки ссавців, E. coli найкраще ростуть при температурах притаманних температурі тіла цих тварин, а не температурах ґрунтів та інших природних середовищ.

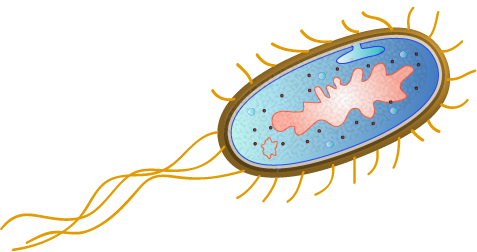
Схематичне зображення Escherichia coli

## Штами

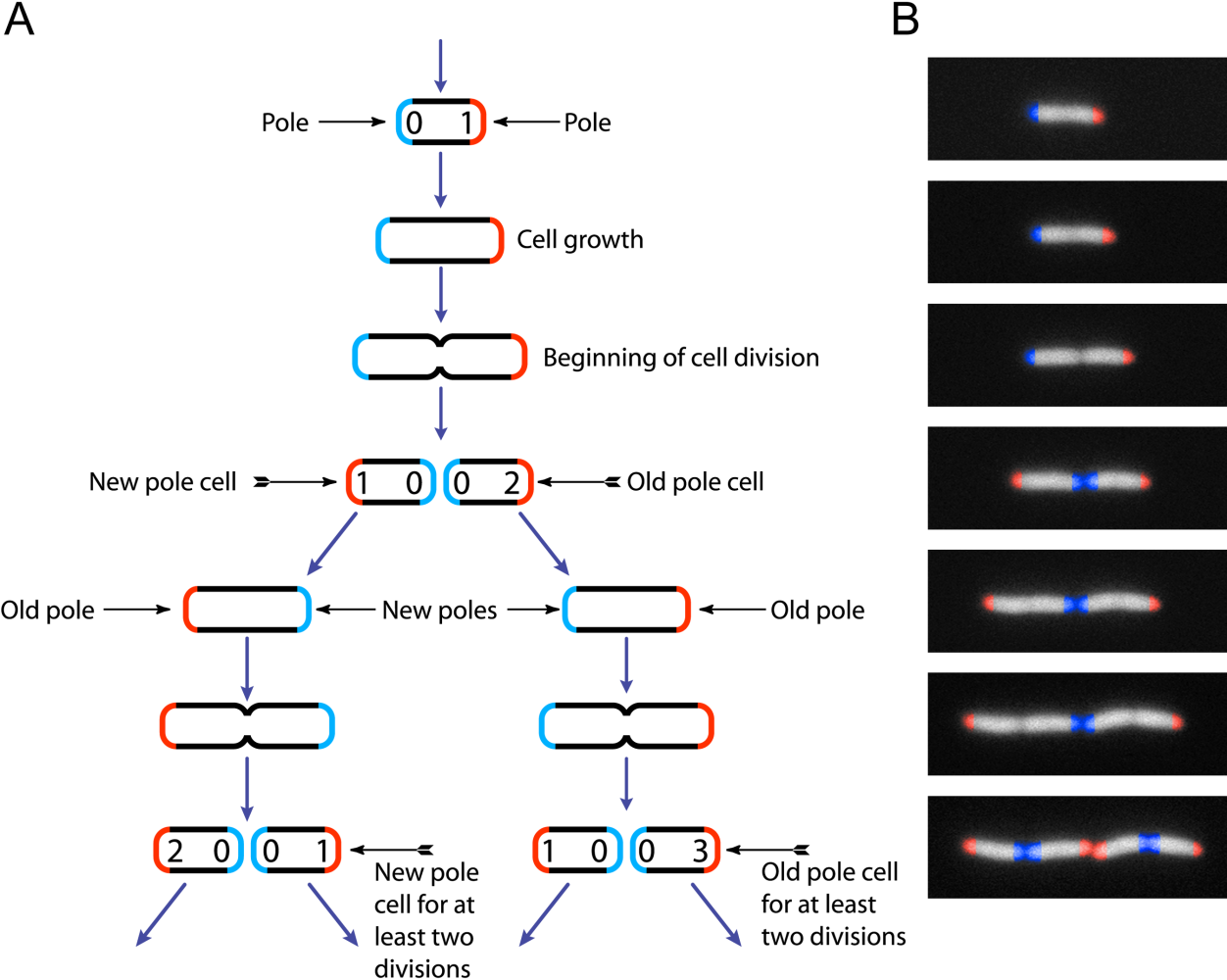
Модель послідовного бінарного розподілу E. coli

Різні штами E. coli часто специфічні до певних господарів, що робить можливим визначення джерела фекального зараження в зразках. Наприклад, якщо відомо, які штами E. coli представлені в зразку води, можна визначити джерело зараження, наприклад, людина, інший ссавець чи птах.
Нові штами E. coli з'являються в результаті мутацій та горизонтального переносу генів.  Вірулентніші штами, наприклад, O157:H7 спричиняють тяжкі форми ешерихіозу і навіть призводять до смерті літніх людей, маленьких дітей та осіб з ослабленим імунітетом.